# Markus Schwoerer
Markus Schwoerer (* 9. März 1937 in Waiblingen) ist ein deutscher Physiker, der sich vor allem mit organischen Festkörpern beschäftigt.
Schwoerer studierte Physik an der ETH Zürich und der TH Stuttgart, an der er 1967 promovierte. Er ist seit 1975 Professor für Experimentalphysik an der Universität Bayreuth. Er befasst sich mit organischen Festkörpern, z. B. mit der Elektrolumineszenz von Polymeren.
1974 erhielt er den Jahrespreis für Chemie der Göttinger Akademie der Wissenschaften. Seit 1999 ist er ordentliches Mitglied der Bayerischen Akademie der Wissenschaften. 2000 erhielt er die bayrische Auszeichnung Pro Meritis Scientiae et Litterarum und 2002 den Bayerischen Verdienstorden.
Von 1996 bis 1998 war er Präsident der Deutschen Physikalischen Gesellschaft und 2009 wurde er deren Ehrenmitglied. 2010 erhielt er die Alexander von Humboldt-Medaille der Gesellschaft Deutscher Naturforscher und Ärzte (GDNÄ). 2015 wurde er von der Universität Bayreuth zum Emeritus of Honour ernannt.

## Schriften
- Markus Schwoerer, Hans Christoph Wolf: Organische Molekulare Festkörper – Einführung in die Physik von pi-Systemen. Wiley/VCH, 2005, ISBN 978-3-527-40539-8. (englisch: Organic molecular Solids, Wiley/VCH 2006), Rezension von Heinz Bäßle im Physik Journal 2005.
- Organische Elektronik, in Werner Martienssen, Dieter Röß (Herausgeber) Physik im 21. Jahrhundert: Essays zum Stand der Physik, Springer Verlag 2011
- Markus Schwoerer, Hans Christoph Wolf: Flach, flexibel, organisch. Der Weg der organischen Elektronik von der Grundlagenforschung bis zur Anwendung. In: Physik Journal. Band 7, Nr. 5, 2008, S. 29 (pro-physik.de [PDF]).